# マインドスケープ
マインドスケープ（mindscape）は、日本のデザインスタジオ。2002年に柳原博史と大西瞳によって有限会社マインドスケープを設立。2007年に株式会社に移行。

## 概要
植物を扱ったプロダクト品、家具ファニチャー等のデザイン、屋上庭園のデザイン建築外部空間、公園等のデザイン、オフィスや住宅のテラス、中庭、花壇等のデザイン、ショールームやオフィス等のディスプレイ、展覧会会場等の空間デザイン、植物や食べ物を扱ったワークショップ、教育活動、講師の派遣などをおこなう。植物を扱うデザインにおけるひと鉢の植木鉢から、住宅の庭、オフィス、店舗のインテリア、都市のデザインまで、あらゆるスケールのデザインを、植物の可能性とともに追求。空間とイベント、生活における植物と人の生活における新しい関係を、空間のデザインと、イベントデザインによって創造をおこなう。

## 主要メンバー
- 柳原博史（1966年-　）
ランドスケープデザイナー、都市デザイナー。マインドスケープ主宰、長岡造形大学特別講師、日本ランドスケープコンサルタンツ協会登録ランドスケープアーキテクト（RLA）。
神奈川県生まれ。東京造形大学視覚伝達デザイン科卒業。筑波大学大学院修了（環境デザイン）。AAスクール大学院修了。上山良子ランドスケープデザイン研究所に勤務後、1996年よりフリーランスとして活動を経て、1998年以降、テレデザインコラボレーションに参加。2002年マインドスケープ設立。2008年から、明治大学非常勤講師をつとめる。主には都市計画と公園設計に関する他に、都市をフィールドとしたリサーチ、ワークショップ活動などを行っている。主な作品に、Aコンプレックス（バリアフリー2世帯住居+職場+集合住宅）など。

- 大西瞳（1970年-　）
グリーンセイバー、Sky Fron Cordinator、Junior Vegetable & Fruit Meister 、NPO法人芸術家と子どもたち　アドバイザー、エクステリアプランナーなど。
大阪府生まれ。高知大学教育学部彫刻科卒業後、デザイン会社に勤務。2001年よりフリーランスとして活動。2008年まで慶應義塾大学理工学部非常勤講師。
国内外でメーカー展示会、 映像制作、コンテンツ作成など宣伝広告に関わる媒体のコーディネーションを多く手がける。そのかたわらで、アート展覧会の展示デザイン、キュレーション、テラコッタや植物をテーマとする作品制作、ワークショップ活動などを展開していた。

## 主な作品
- 「Peddy sofa」芝生に脚が生えた、ベンチ仕立ての生きた屋外用ファニチャー。
- 「Peddy stool」Peddyスツールバージョン。植物との新しい関係性、コミュニケーションを提案している。
- 「地層の植木鉢」植物を土ごとくり抜いたような、緑と土を一緒に観察する新しい植木鉢。
- 「東京ガス環境エネルギー館ワンダーヒル」子ども向けの体験施設に付随するガーデン。遊びを誘発する様々な仕掛けを持つ７つの丘。
- 集合住宅KINOWA  (2005年～2006年、神奈川県横浜市青葉区、東急電鉄(株)、横浜庭苑(株)、Kaデザイン）
- 中国三林城住宅街区ランドスケープ (2005年-2006年、中国上海市）
- 黒紫の庭　 所沢M邸ランドスケープ (2006年-2007年、埼玉県所沢市）
- 芝生のオーバル　 洗足駅前広場（2008年-2009年、東京都目黒区）